# Мартин, Томас (историк)
Томас Мартин (англ. Thomas R. Martin; род. 1947[…]) — американский историк-антиковед и филолог-классик, специалист по истории греко-римского мира.

## Биография
Получил степень бакалавра гуманитарных наук по классике (1970) с отличием в Принстонском университете, а также степень магистра гуманитарных наук (1972) и доктора философии (1978) по классической филологии Гарвардского университета. Учился в Американской антиковедческой школе в Афинах (1973—75).
Профессор кафедры антиковедения Колледжа Святого Креста, где преподаёт курсы по афинской демократии, эллинизму и Римской империи.

## Научная деятельность
Область научных интересов охватывает историю древней Греции и древнего Рима и нумизматику. Является автором и соавтором большого числа научных публикаций, в том числе «Sovereignty and Coinage in Classical Greece» (издательство Принстонского университета, 1985 г.), «Ancient Greece: From Prehistoric to Hellenistic Times» (издательство Йельского университета, 1992 г. В 2020 г. вышел русский перевод «Древняя Греция. От доисторических времен до эпохи эллинизма»), «The Making of the West: Peoples and Cultures» и «Herodotus and Sima Qian: The First Great Historians of Greece and China». Принимал участие в создании документальных фильмов о римской истории, снятых «History Channel», особенно в сериале «Рим. Расцвет и гибель империи».

### Научные труды
- Sovereignty and Coinage in Classical Greece". Princeton University Press, 1985
- Ancient Greece: From Prehistoric to Hellenistic Times. Yale University Press, 1992
- The Making of the West: Peoples and Cultures. Bedford/St. Martin’s, 2 vol., 2001
- Herodotus and Sima Qian: The First Great Historians of Greece and China. Bedford/St. Martin’s, 2009

#### Издания на русском языке
- Мартин Т. Древняя Греция. От доисторических времён до эпохи эллинизма = Ancient Greece: From Prehistoric to Hellenistic Times. — М.: Альпина нон-фикшн, 2020. — 472 с. — ISBN 978-5-00139-246-0.